# Native Tongue
Native Tongue es el cuarto álbum de estudio de la banda estadounidense de hard rock Poison, publicado en 1993 a través de Capitol Records. Es el primer álbum en el que el guitarrista C.C. DeVille se encuentra ausente. Richie Kotzen ocupó su puesto como guitarrista, siendo éste el único trabajo de Poison que contó con sus servicios. Fueron publicados los sencillos "Stand", "Until You Suffer Some (Fire And Ice)" y "Body Talk". El disco se ubicó en la posición #16 en la lista Billboard 200, #20 en la lista UK Albums Chart
y fue certificado como disco de oro por la RIAA el 21 de abril de 1993.

## Lista de canciones
1. "Native Tongue" (1:01)
2. "The Scream" (3:49)
3. "Stand" (5:15)
4. "Stay Alive" (4:23)
5. "Until You Suffer Some (Fire and Ice)" (4:14)
6. "Body Talk" (4:01)
7. "Bring It Home" (3:55)
8. "7 Days over You" (4:13)
9. "Richie's Acoustic Thang" (0:56)
10. "Ain't That the Truth" (3:25)
11. "Theatre of the Soul" (4:41)
12. "Strike Up the Band" (4:15)
13. "Ride Child Ride" (3:53)
14. "Blind Faith" (3:32)
15. "Bastard Son of a Thousand Blues" (4:57)

### Sencillos
- "Stand"
- "Until You Suffer Some (Fire And Ice)"
- "Body Talk"
- "The Scream" (Promo)

## Personal
- Bret Michaels - voz, guitarra
- Richie Kotzen - guitarra
- Bobby Dall - bajo
- Rikki Rockett - batería